# Красная Долина (Касторенский район)
Кра́сная Доли́на — село в Касторенском районе Курской области России. Административный центр Краснодолинского сельсовета.

## География
Село находится в восточной части Курской области, в лесостепной зоне, в пределах юго-западной части Среднерусской возвышенности, преимущественно на левом берегу реки Бычок, на расстоянии примерно 11 км (по прямой) к юго-юго-западу (SSW) от посёлка городского типа Касторное, административного центра района. Абсолютная высота — 182 м над уровнем моря.
Климат
Климат характеризуется как умеренный, со среднегодовой температурой воздуха +5,1 °C и среднегодовым количеством осадков 547 мм.
Часовой пояс
Село Красная Долина, как и вся Курская область, находится в часовой зоне МСК (московское время). Смещение применяемого времени относительно UTC составляет +3:00.

## Население
| 1859 | 1897 | 2002 | 2010 |
| ---- | ---- | ---- | ---- |
| 585  | ↗842 | ↘231 | ↗335 |

Гендерный состав
По данным Всероссийской переписи населения 2010 года, в гендерной структуре населения мужчины составляли 45,7 %, женщины — соответственно 54,3 %.
Национальный состав
Согласно результатам переписи 2002 года, в национальной структуре населения русские составляли 97 % из 402 чел.

## Улицы
| - ул. Заречная, - ул. Луговая, - ул. Мира, | - ул. Молодёжная, - пер. Набережный, - ул. Народная, | - ул. Садовая, - ул. Советская, - пер. Школьный. |